# 徐輝 (朝鮮勞動黨成員)
徐輝（韓語：서휘，1916年—1993年），朝鮮政治人物，延安派人。他於1956年因挑戰金日成失敗而逃亡到中國。

## 生平
出生於咸鏡北道。徐輝自1948年朝鮮建國起即成為該國的重要官員。當時，除了是朝鮮勞動黨平壤市黨委員會委員長外，也身兼朝鮮職業總同盟委員長等要職。1956年，他與尹公欽等人在中央委員會會議中試圖挑戰金日成，但失敗而归。同日，徐輝遭撤销所有職務。成功逃亡到中國。逃亡後一直到湖南省岳陽市的錢糧湖農場藏匿隱居，之後在1966年8月移送到西安療養院。最終在1993年逝世。

## 資料來源
1. ↑  Andrei Lankov . "Crisis in North Korea: The Failure of De-Stalinization, 1956". 130